# Cleome violacea
Espèce
Synonymes
- Cleome deflexa Ruiz & Pav. ex DC.[1]
- Diorimasperma violacea (L.) Raf.[1]

Cleome violacea est une espèce de plantes à fleurs de la famille des Capparaceae selon la classification classique ou des Cleomaceae selon la classification phylogénétique.

## Répartition
Cleome violacea se rencontre dans le Sud de l'Espagne et le Sud du Portugal.

## Publication originale
- Caroli Linnæi, Species Plantarum (œuvre écrite), 1753, [lire en ligne].